# Лінгура
Лінгура (рум. Lingura) — село в Кантемірському районі Молдови. Є центром однойменної комуни, до складу якої також входять села Кречун та Поповка.